# برج فدراسیون
برج فدراسیون (به انگلیسی: Federation Tower) آسمان‌خراشی با دو برج شرقی و غربی می‌باشد که برج شرقی با ۹۳ طبقه و برج غربی با ۶۳ طبقه به ارتفاع ۳۷۴ متر (برج شرقی) و ۲۴۳ متر (برج غربی) و مجموع مساحت زیربنای ۴۵۳٬۰۰۰ متر مربع (۴٬۸۸۰٬۰۰۰ فوت مربع)، با کاربری اداری-تجاری است، که در شهر مسکو، روسیه مستقر می‌باشد. پروژه ساخت این ساختمان در سال ۲۰۰۳ آغاز شد و در سال ۲۰۱۷ تکمیل و افتتاح شد.

## نگارخانه

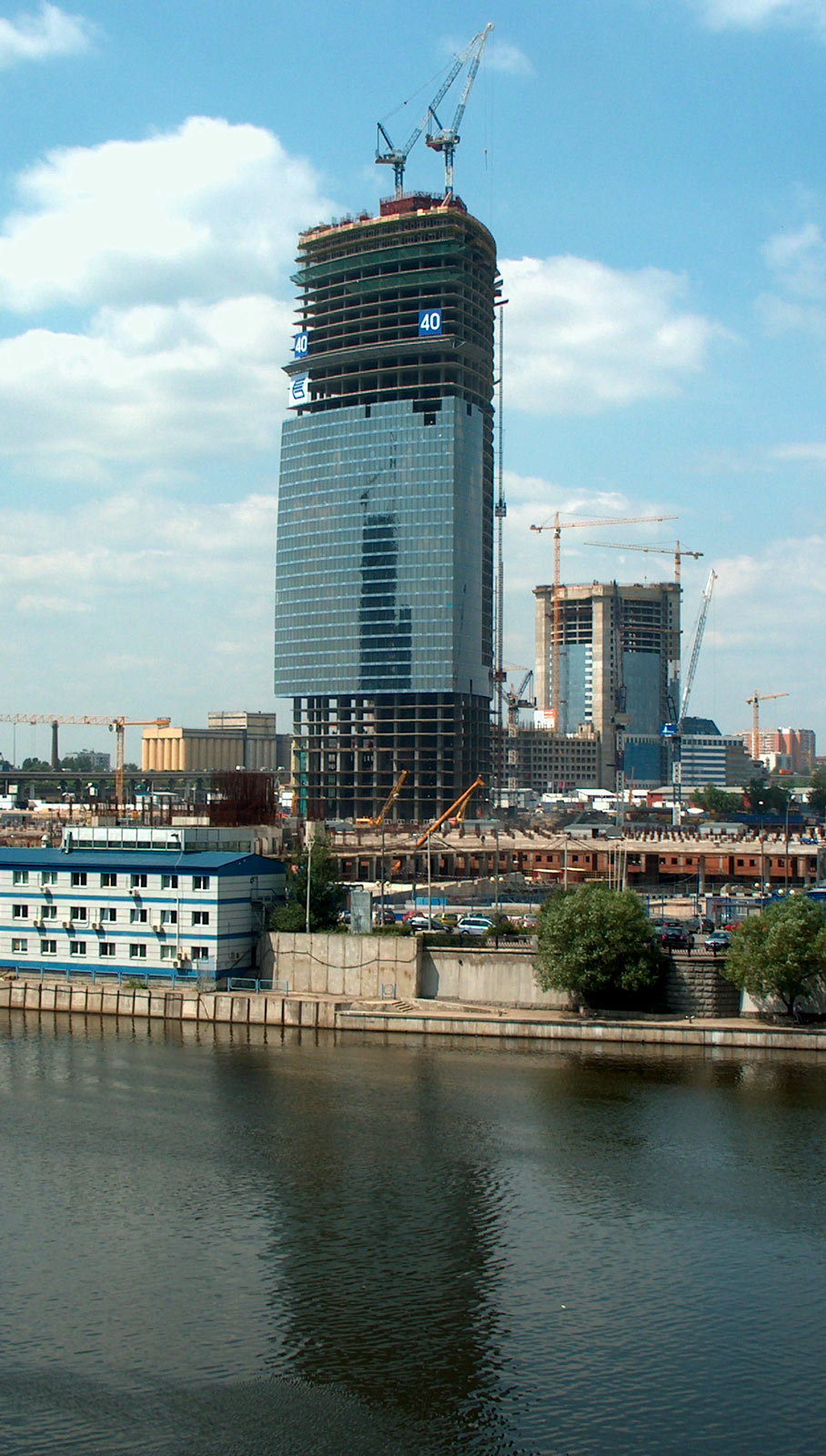
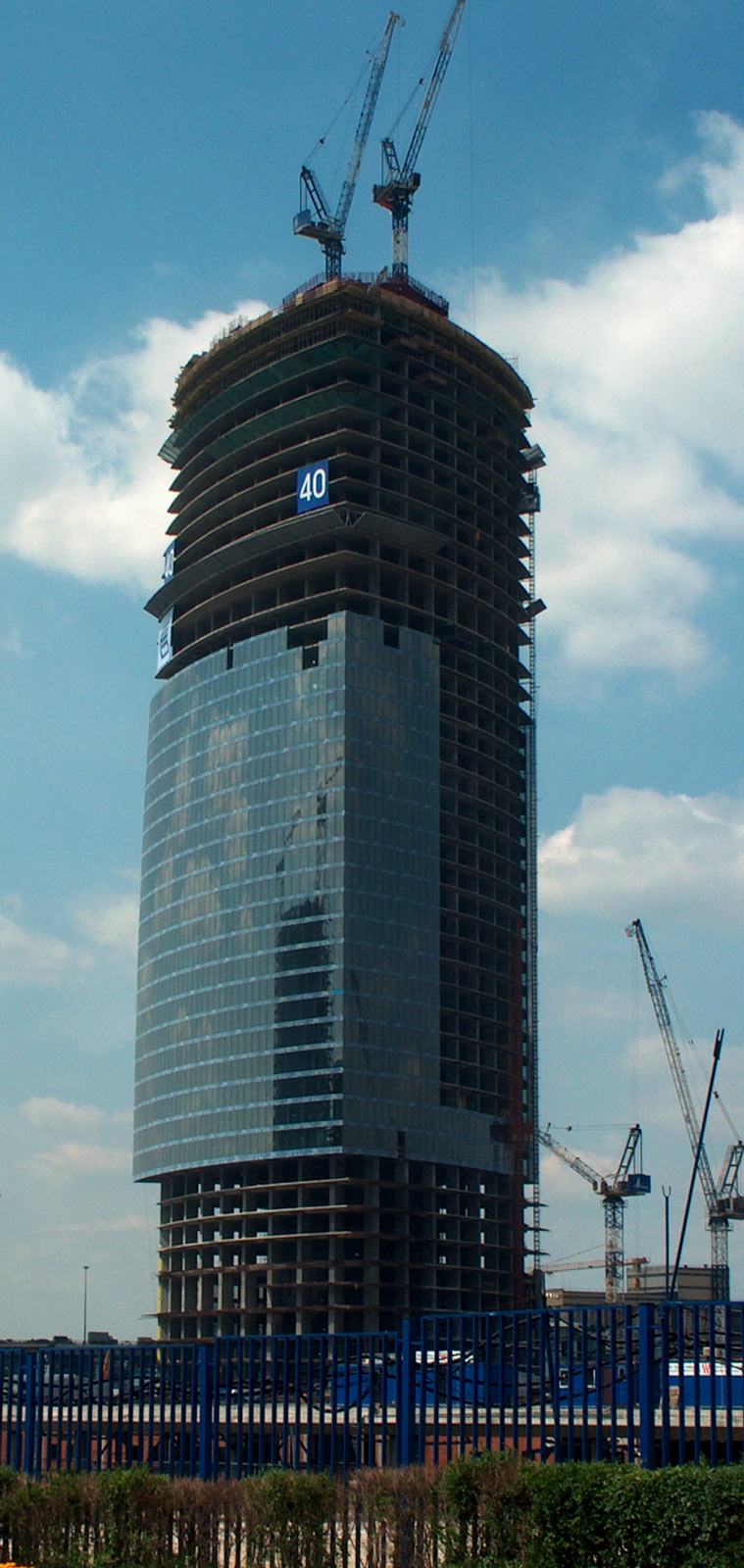
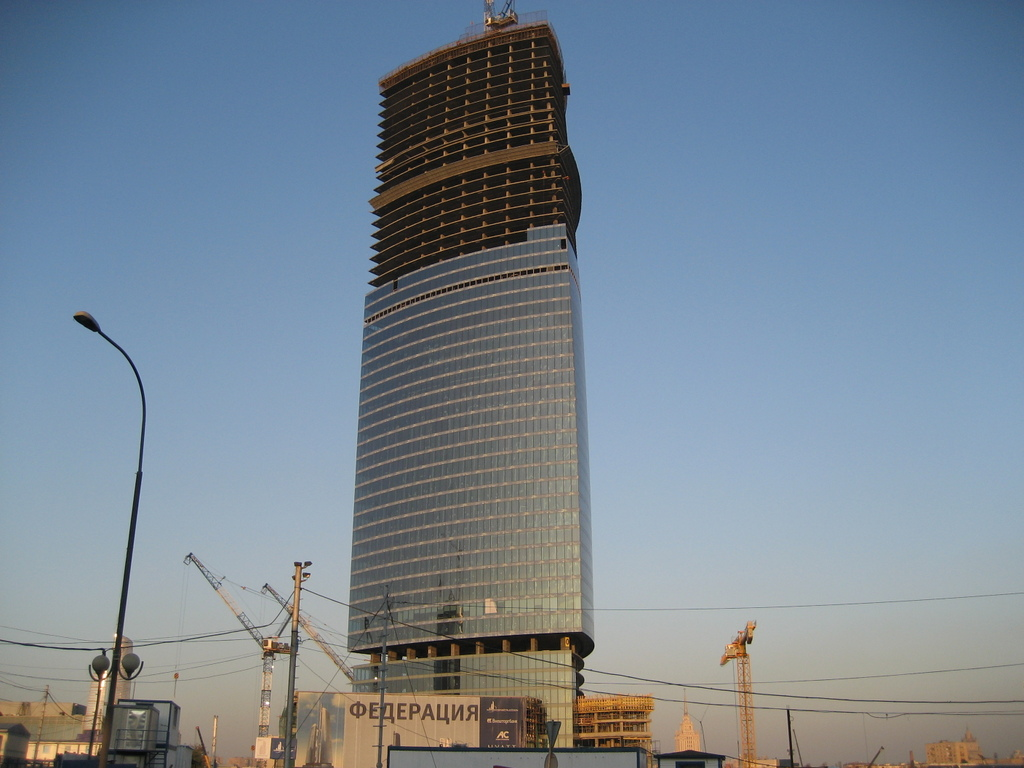
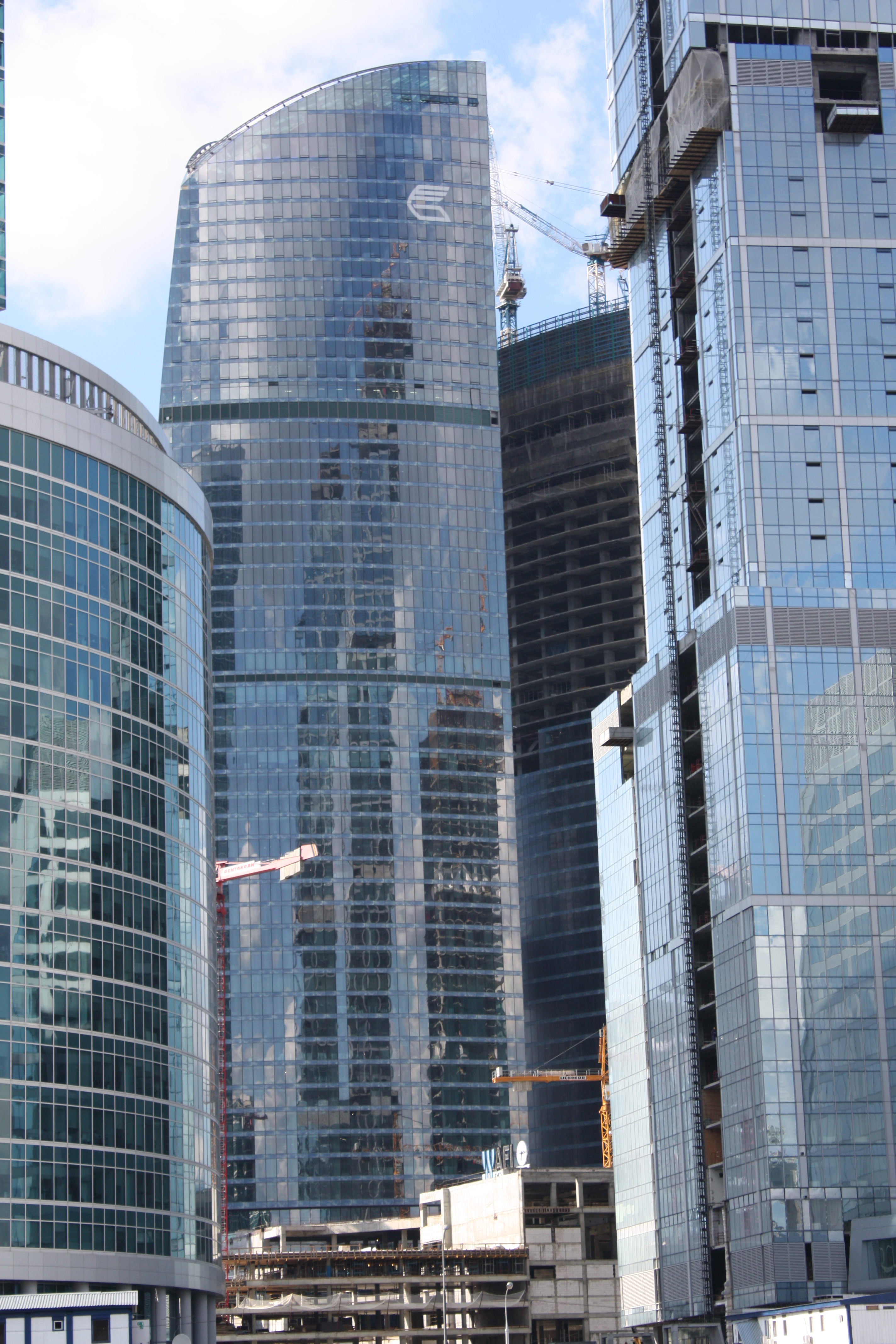
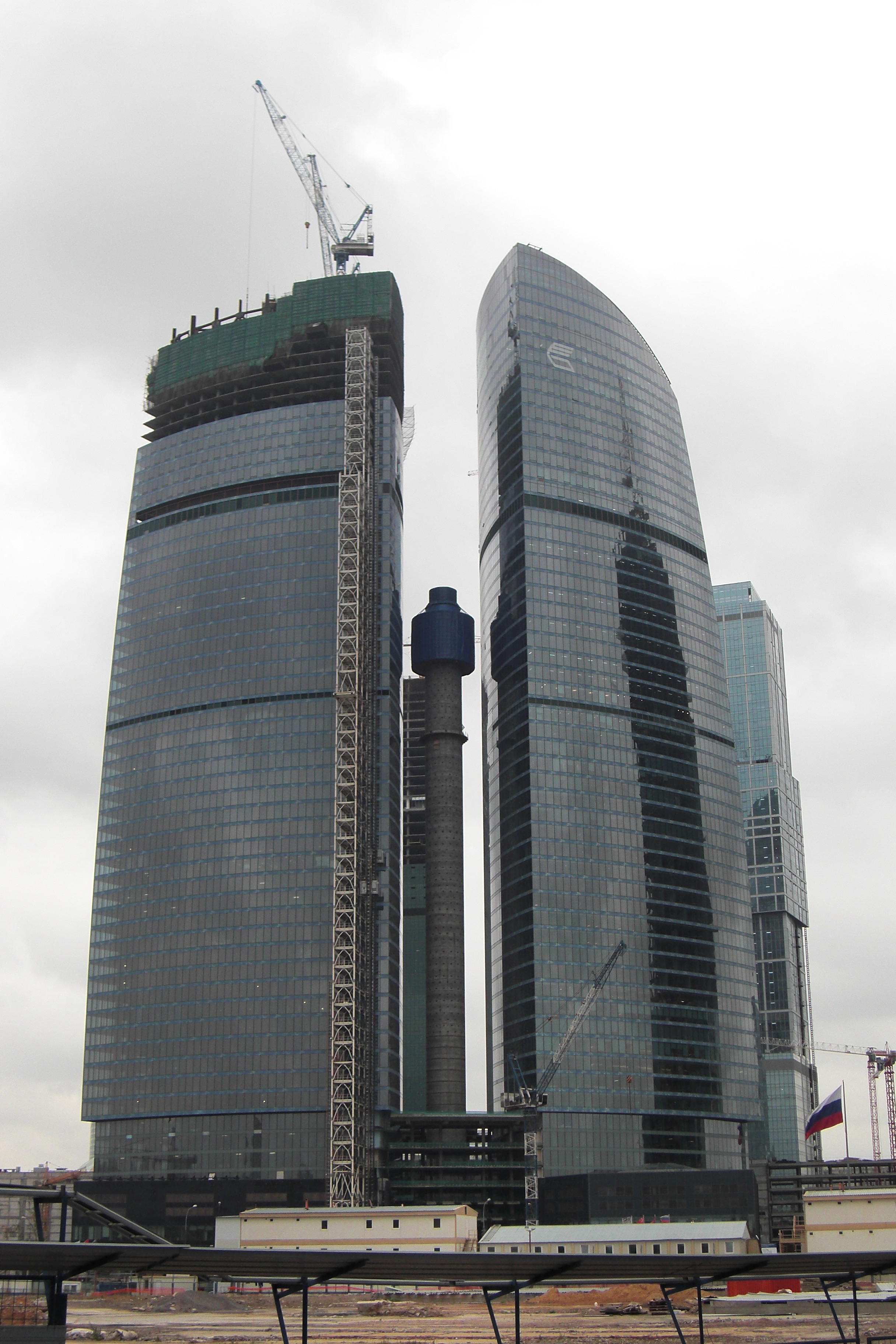
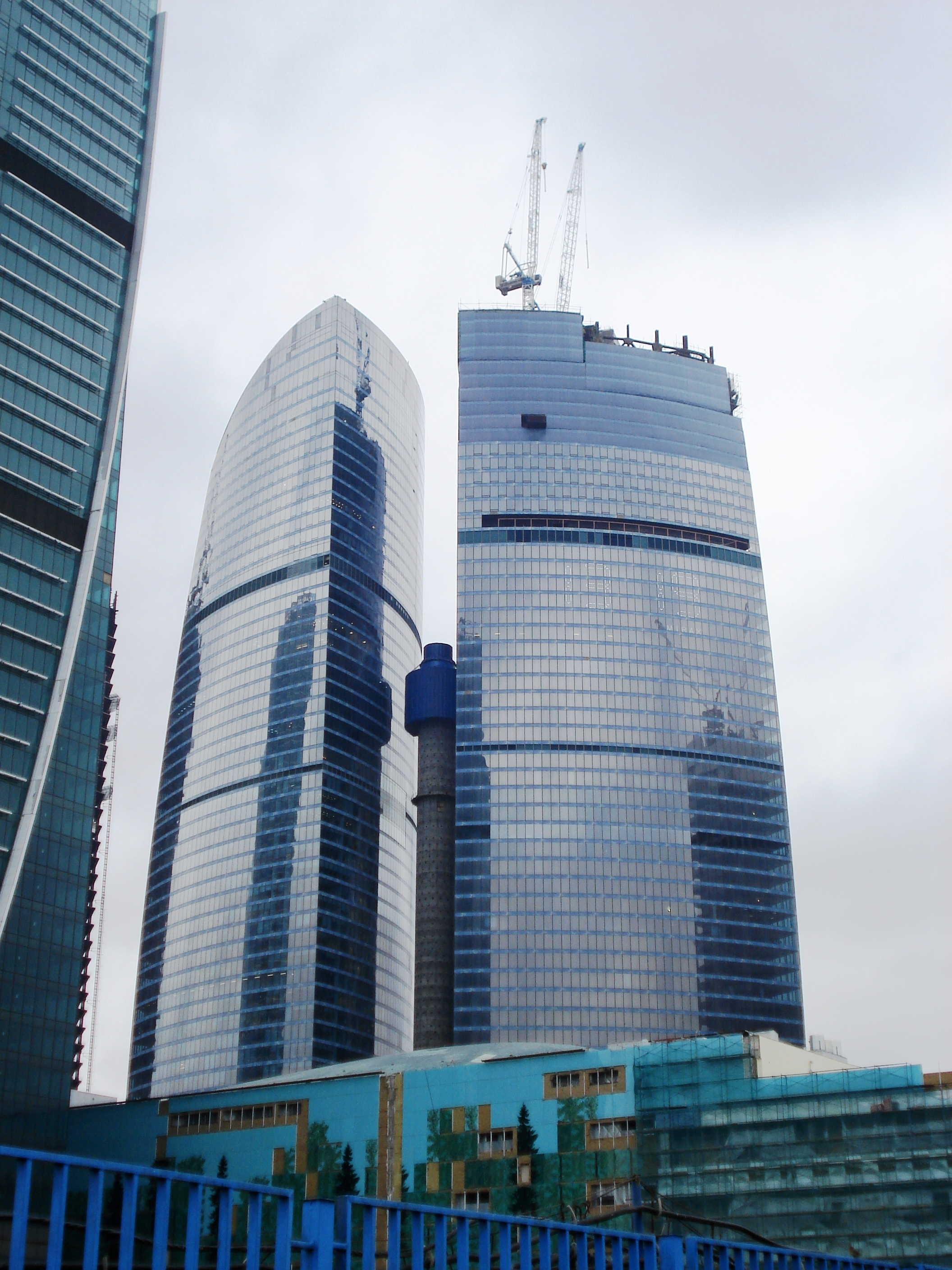
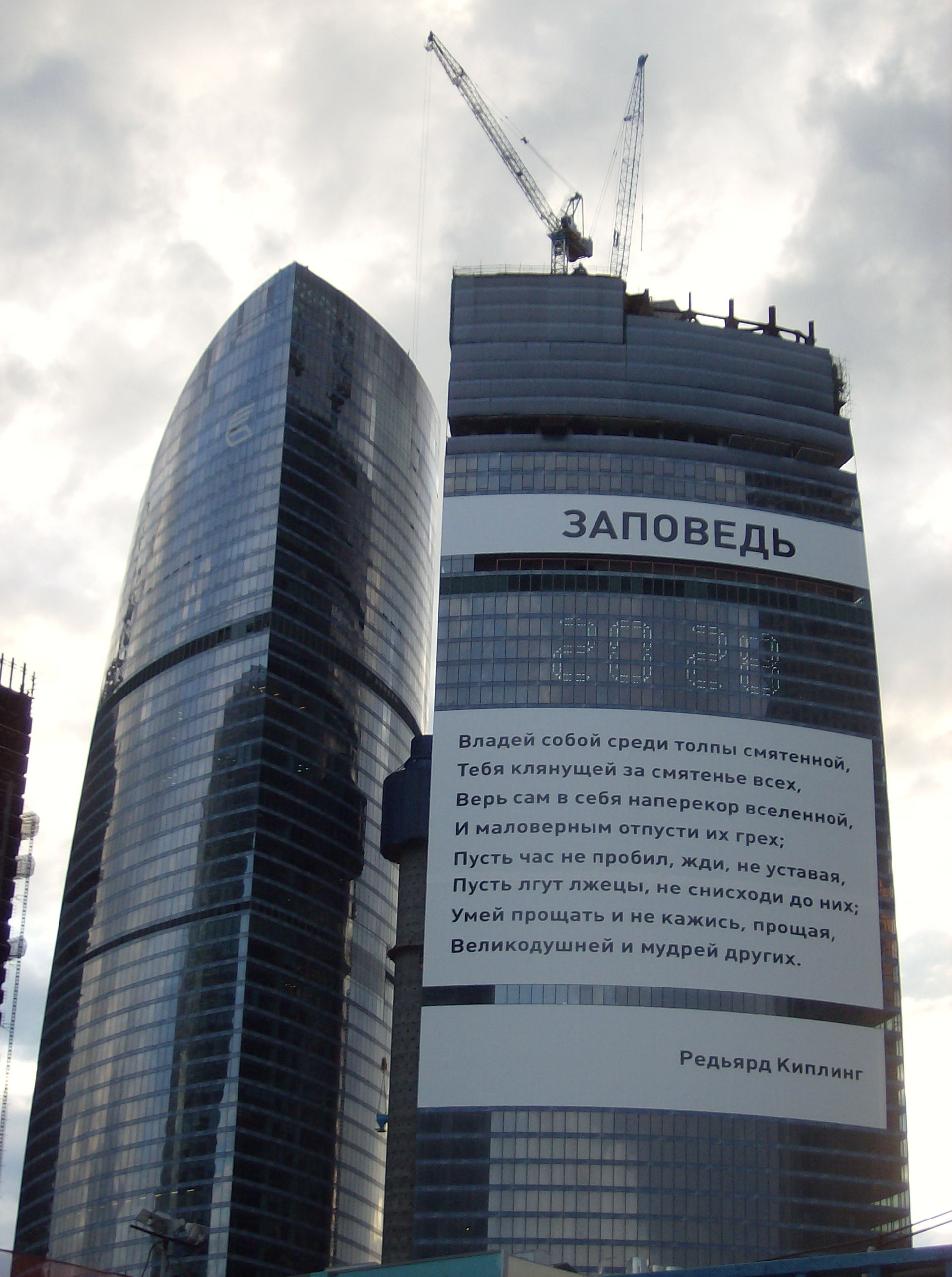
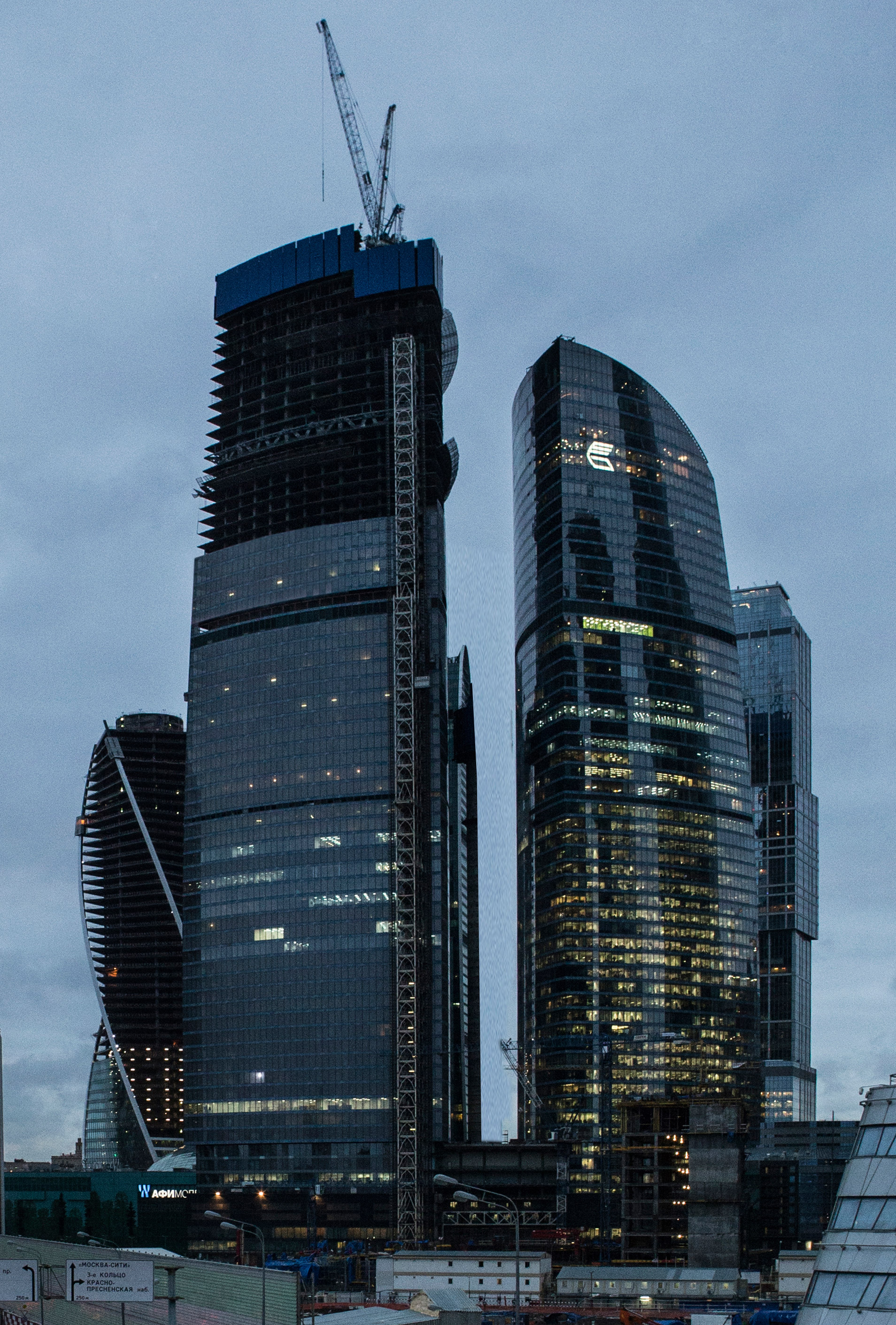
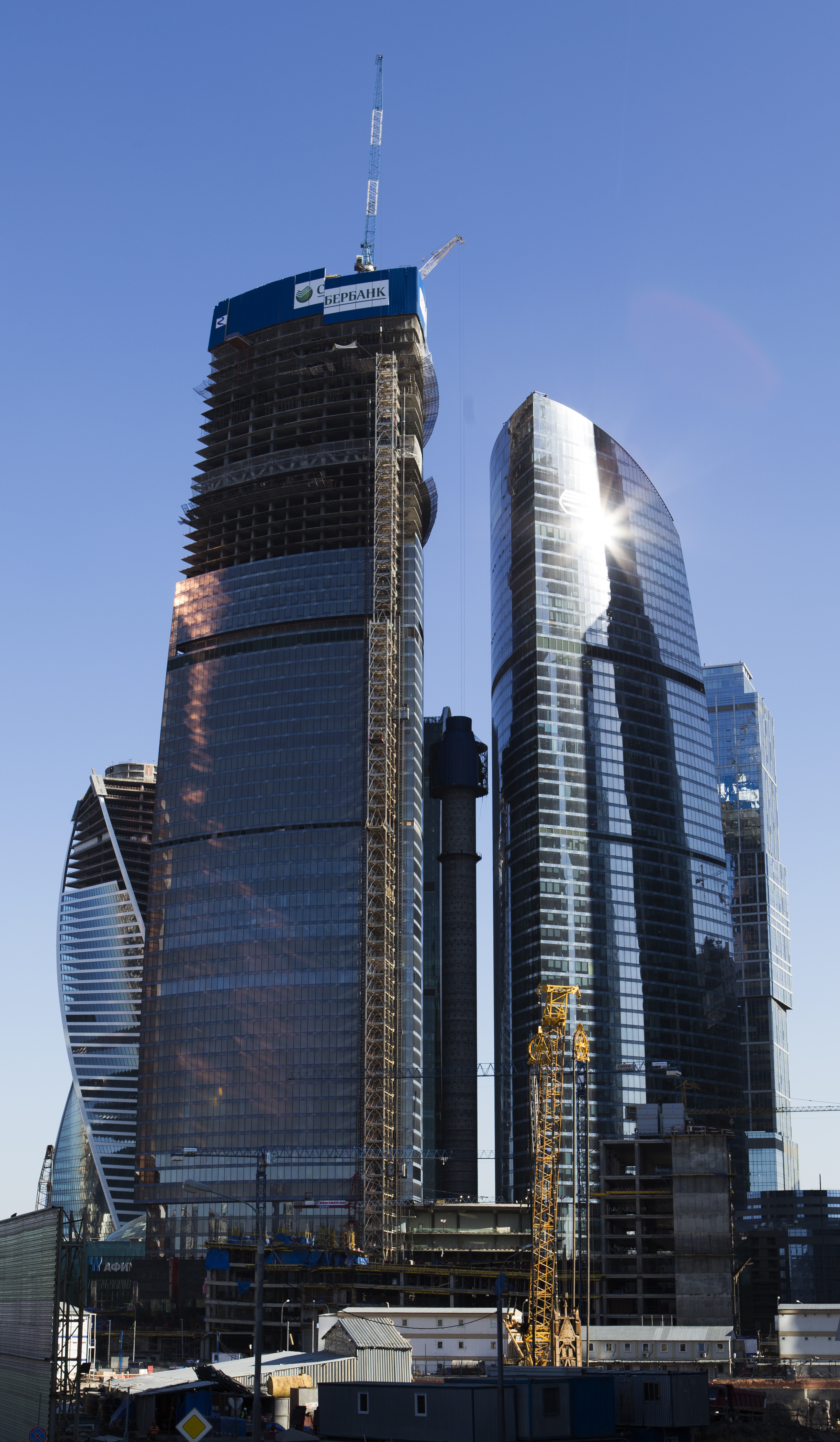